# Casa Felip Sayrols
La casa Felip Sayrols és un edifici situat al carrer d'en Gignàs, 26 de Barcelona, catalogat com a bé cultural d'interès local.

## Història
El 1737, Antònia de Berenguer i Roig, vídua de Joan Francesc de Jalpí-Tragó i de Gelabert, va establir en emfiteusi una casa amb tres portals al carrer d'en Gignàs (actual núm. 28) al seller i guarnicioner Felip Carrió, amb la imposició d'un cens que va ser redimit el 1740. A la seva mort el 1741, fou succeït pel seu fill Antoni, que continuà l'ofici. Casat amb Francesca Maristany, fou succeït per la seva filla Maria Àngela, casada amb el seller Bonaventura Sayrols (o Sairols).
L'hereu fou el també seller Felip Sayrols i Carrió (1782-1860), que, per a pagar les llegítimes del seu germà Bonaventura i la seva germana Francesca, casada amb Fèlix Bages, i altres deutes, va posar en venda les cases núms. 3 i 4 (actuals núms. 28 i 26). El 1821, vengué la primera al comerciant Gaietà Bulbena, i, tot seguit, va demanar permís per a obrir una finestra al primer pis i fer balcons al segon i tercer, segons el projecte del mestre de cases Pau Cortès. Posteriorment la llogaria, ja que tenia la residència i indústria a les Voltes dels Encants (actualment carrer del Consolat).
A la seva mort, la finca passà a mans de Dolors Sayrols, casada amb Josep Padrós, que el 1869 va demanar permís per a construir-hi una habitació al terrat, segons el projecte del mestre d'obres Francesc Batlle i Felip.

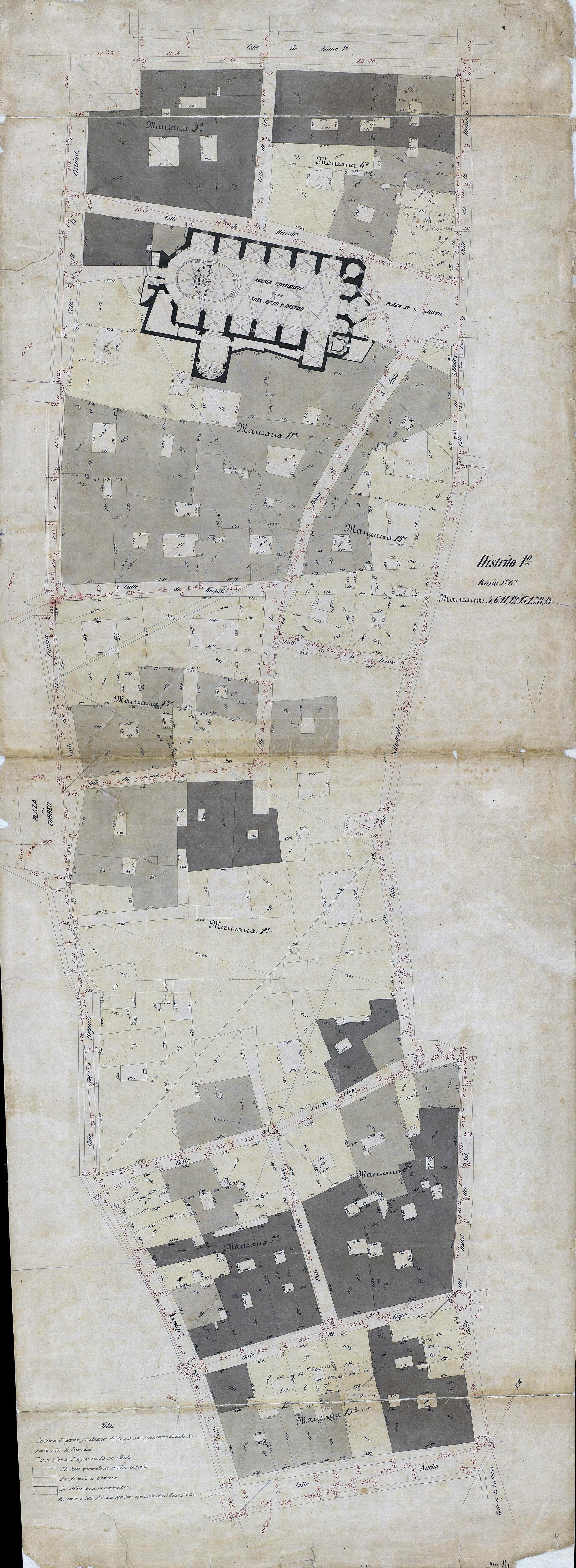
Quarteró núm. 11 de Garriga i Roca (c. 1860)

Entre 2017 i 2018, l'edifici va ser rehabilitat per l'estudi d'arquitectura Andrés | Paván Arquitectos (Marcos Andrés i Marco Pavan), el que va motivar una intervenció arqueològica que hi va trobar els murs d'una construcció anterior, i a l'excavació per al fossat de l'ascensor hi havia una tomba amb dos cossos i dos murs d'època romana (segles i-ii dC), relacionats amb una necròpolis al voltant de l'actual carrer Ample. El 2019, va ser adquirit per la societat anònima Home Capital Rentals Socimi, que hi lloga apartaments per temporades.

## Descripció
És la construcció més antiga del carrer, formada per la unió de dues parcel·les medievals. La façana, feta de carreus petits, sobresurt lleugerament de la resta d'edificis. Als baixos hi ha dos portals amb llindes de fusta, corresponents a les botigues, i al centre, el d'escala de veïns, amb brancals de pedra motllurada. A sobre, hi ha un entresòl i tres pisos, amb dos balcons en cadascú.